# Realtausch
Realtausch (auch Naturaltausch) ist in der Volkswirtschaftslehre ein Tauschvertrag, bei welchem Ware gegen Ware getauscht wird, ohne dass Zahlungsmittel eingesetzt werden. Im Börsenwesen handelt es sich bei Finanzkontrakten um einen Realtausch, wenn das Handelsobjekt am Fälligkeitstag durch den Kontrahenten tatsächlich geliefert wird.

## Allgemeines
Als es in der Wirtschaft noch kein Geld als Zahlungsmittel gab oder heute bei Geldmangel beherrscht der Tauschhandel die Anschaffung und Veräußerung von Gütern und Dienstleistungen. Der Marktpreis besteht dann in der Menge, mit der ein bestimmtes Gut gegen ein anderes ausgetauscht wird („drei Ziegen für eine Kuh“). Die jeweilige Menge muss sich im Tauschwert gegenseitig ausgleichen, wenn der Tausch für beide Tauschpartner angemessen und fair sein soll. Erforderlich ist dazu, dass man einen Tauschpartner findet, der dasjenige Gut anbietet, das der andere sucht, und andererseits dasjenige Gut eintauschen möchte, das der Tauschpartner dafür anbieten kann. In der Geldwirtschaft wird dieser Realtausch in zwei Vorgänge aufgespalten, nämlich in den Verkauf (Tausch des Gutes gegen Geld) und in den Kauf (Tausch des Geldes gegen das zu erwerbende Gut).

## Realtausch bei Kompensationsgeschäften
Der Realtausch ist eine der fünf Arten ökonomischer Transaktionen, wobei ausschließlich Güter oder Dienstleistungen übertragen werden. Grund hierfür kann heute nur noch Geldmangel oder Devisenknappheit sein. Die Devisenknappheit mancher Staaten zwingt diese zu Kompensationsgeschäften, denen ebenfalls ganz oder teilweise ein Realtausch zugrunde liegt. Typisches Beispiel waren die Deutsch-sowjetischen Röhren-Erdgas-Geschäfte seit Februar 1970, bei denen deutsche Großröhren und Bankkredite gegen sowjetische Erdgaslieferungen ausgetauscht wurden. 
Devisenschwachen Entwicklungsländern bleibt auch heute meist als einzige Möglichkeit, Fertigerzeugnisse der Industriestaaten zu importieren, indem sie als Gegenleistung ihre Rohstoffe exportieren. Dadurch schonen sie ihre Devisenbilanz. Selbst bei Ausnutzung von Marktmacht gelingt es den Entwicklungsländern meist nicht, hierdurch die Terms of Trade zu ihren Gunsten zu verbessern.

## Realtausch im Börsenhandel
Im Börsenhandel kommt es zum Realtausch, wenn am Fälligkeitstag eines Finanzkontraktes die gegenseitige Erfüllung durch tatsächliche Lieferung erfolgt. Dabei zahlt der eine Kontrahent (Käufer) das vereinbarte Geld und der Verkäufer liefert das vereinbarte Handelsobjekt (Commodities, Devisen, Edelmetalle, Wertpapiere). Das ist aber nicht bei allen Finanzkontrakten der Fall. Bei Terminkontrakten werden beispielsweise lediglich zwischen 3 % und 5 % durch Lieferung des Handelsobjekts erfüllt, der überwiegende Teil wird glattgestellt, weil der Kontrahent nicht am Handelsobjekt interessiert ist. Glattstellung bedeutet, dass beispielsweise der Terminkäufer von Rohkaffee diesen am Fälligkeitstag durch einen Kassaverkauf wieder veräußert; es werden jeweils entgegengesetzte Geschäfte abgeschlossen. Arbitrageure, Spekulanten oder Trader sind lediglich an Gewinnmitnahmen interessiert, nicht am Handelsobjekt.
Diskutiert wird in diesem Zusammenhang, ob die Spekulation mit Commodities die Rohstoffpreise beeinflusst oder nicht. Spekulationsbedingt steigende Nahrungsmittelpreise würden die Armut in Schwellenländern erhöhen und auch in Industrieländern viele Bezieher niedriger Einkommen treffen. In einer empirischen Analyse der Preise von Agrarrohstoffen im Zeitraum 2006–2013 auf den Futures-Märkten gelangten Ökonomen des Instituts für Weltwirtschaft im März 2014 zu der Auffassung, dass Akteure durch ihre Aktivitäten auf den Future-Märkten lediglich zu Preissteigerungen für Kakao und Lebendrinder beigetragen haben. Für alle anderen untersuchten Agrarrohstoffmärkte ist dagegen mit den angewandten Analysemethoden kein Einfluss von spekulativen Aktivitäten auf die Rohstoffpreise nachweisbar. Dem Mineralölwirtschaftsverband zufolge sind allerdings rund 90 % der Marktteilnehmer im Handel mit Ölterminkontrakten spekulativ tätig und haben kein Interesse am Besitz des Öls, sondern versuchen, aus Preisänderungen Gewinne zu erzielen. Auch bei Differenzgeschäften sind die Beteiligten nicht am Handelsobjekt interessiert, ein Realtausch findet nicht statt.

## Realtausch auf dem Schwarzmarkt
Auf dem Schwarzmarkt ist der Realtausch üblich, weil das Geld seine Wertmessfunktion ganz oder teilweise verloren hat. So kam es in der Nachkriegszeit in Deutschland ab Mai 1945 zum Schwarzhandel, bei dem vor allem Lebensmittel gegen Gebrauchsgegenstände oder Zigaretten (Zigarettenwährung) getauscht wurden. Es gab auch Hamsterfahrten der Stadtbevölkerung zu Landwirten, deren Agrarprodukte begehrt waren.

## Realtausch bei Hans im Glück
Im Schwank Hans im Glück der Brüder Grimm erhält Hans als Lohn für sieben Jahre Arbeit einen kopfgroßen Klumpen Gold. Diesen tauscht er später gegen ein Pferd, das Pferd gegen eine Kuh, die Kuh gegen ein Schwein, das Schwein gegen eine Gans, und die Gans gibt er für einen Schleifstein mitsamt einem einfachen Feldstein her. Er geht dabei mehrfach unglücklichen Tauschhandel ein, denn bereits der Tausch des Goldes gegen ein Pferd bringt ihm wirtschaftliche Verluste, auch wenn Hans eher den Nutzwert im Auge hat. Ökonomisch gesehen war er Hans im Pech, denn er hat jeweils keine angemessene Gegenleistung erhalten.

## Wirtschaftliche Aspekte
Der Realtausch „Ware gegen Ware“ kommt zum Zuge, wenn der Käufer unter Geld- oder Devisenmangel leidet oder das Geld seine Wertmessfunktion etwa durch Hyperinflation verloren hat. Die Tauschpartner gehen dabei das Risiko ein, keine angemessene Gegenleistung zu erhalten, wenn die gegenseitigen Wertvorstellungen divergieren. Das kann der Fall sein, wenn beispielsweise Schmuck oder Sammlerobjekte getauscht werden. 
Die Handelsstrategie von Arbitrageuren, Spekulanten oder Tradern ist ausschließlich auf Gewinnmitnahmen ausgerichtet, so dass sie am Handelsobjekt nicht interessiert sind und deshalb keinen Realtausch vornehmen werden. Bis zum Liefertermin schließen sie Gegengeschäfte im Wege der Glattstellung ab, so dass die Preisdifferenz zwischen beiden Geschäften den erhofften Gewinn darstellt. 